# Rafael de Santa Ana
Rafael de Santa Ana y Llansó (Sevilla, 1868-Madrid, 1922) fue un escritor y periodista español.

## Biografía
Nacido el 27 de diciembre de 1868 en Sevilla, era sobrino del marqués de Santa Ana y trabajó como redactor de La Correspondencia de España y antes, en Sevilla, ejerció como director de Mari-Clara. Cultivó el género chico y estrenó Un grupo y varias reproducciones (juguete, Sevilla, 1892), La victoria del general (Madrid, 1898), La jota (con Ricardo Catarineu, 1899), Los Ximénez de Quirós (1899), El generoso extremeño (con Catarineu, 1900), La gracia andaluza (1901), La lista de autores (1901), Manolo el afilador (zarzuela, 1902), Villa Alegre (zarzuela, 1902), La cabeza del ministro (comedia, 1902), El lagar (zarzuela, 1903), Matrimonio solidario (comedia, 1904), La Jumera (1904), Un beneficio (1905), El fantasma de la gloria (drama, 1906), El secreto de Luisa (comedia, 1906), Los ojos negros (zarzuela, 1907), Crimen por amor (comedia, 1907), Don Jaime el Conquistador (1907), El robo de la perla negra (zarzuela, 1908), La serenata del pueblo (1908), Los sombreros (1908), Botones de fuego (comedia, 1908), Un éxito (comedia, 1908), Las Hermanos Palmeras (zarzuela, 1909), El electricista (comedia, 1909), Yo puse una pica en Flandes (parodia, 1912), Malagueñas (zarzuela, 1914), Manual del perfecto canalla (novela picaresca, Madrid, 1916), Manual del perfecto mujeriego (1918), Manual de la perfecta coqueta (1919) y Manual del perfecto neurasténico. Falleció el 20 de agosto de 1922 en Madrid.